# Daniele Rotondo
Daniele Rotondo (Bergamo, 17 settembre 1960) è un giornalista italiano.

## Carriera
Esordisce giovanissimo come radiocronista sportivo a Radio Selva, in Puglia. Quindi, in televisione, nel 1979 a Telenorba, dove  rimane per 18 anni come redattore, inviato, conduttore del telegiornale e di trasmissioni di approfondimento. Dal settembre 1991 responsabile della redazione romana di Telenorba. Diventa giornalista parlamentare.
Nel 1997 l'assunzione in Rai alla redazione politica e come inviato del Tg2. Si occupa anche di sociale con servizi e interviste nelle rubriche del Tg2. Dal 2006 diventa anche conduttore del Tg2: prima nelle edizioni della notte, in seguito in quelle del pomeriggio. Attualmente conduce l'edizione delle 13.
Negli anni '80 si diploma alla Scuola Superiore di Giornalismo all’Università di Urbino. Nei primi anni 2000 si laurea in Scienze della Comunicazione all’ Università di Cassino con una tesi sul linguaggio televisivo e le sue ricadute psicologiche che discute con il Prof. Petruccelli.
Moderatore di dibattiti, eventi, congressi e presentazioni di libri.

### Vita privata
Vive e lavora a Roma. Sposato, ha un figlio.

## Premi
- Premio Azzarita (2006)